# Stadler Rail
Stadler Rail AG es una empresa suiza de fabricación de material rodante ferroviario. Fundada en 1942 como un pequeño taller ferroviario, comenzó a expandirse a partir del año 1995, con el comienzo de la fabricación de su famoso automotor GTW 2/6. Actualmente es una empresa multinacional, uno de los principales productores de material rodante, con fábricas en diversos países del mundo. Además de producir grandes series de modelos estandarizados, continua con su actividad inicial de fabricación de pequeñas series a medida (a veces de una sola unidad). También es la empresa de referencia mundial en fabricación de vehículos especializados para ferrocarriles de cremallera.

## Historia

### Los primeros cincuenta años
En el año 1942, Ernst Stadler creó una empresa de ingeniería con sede en Zürich. En 1945 se trasladó a Wädenswil, donde ya con el nombre de Elektro-Fahrzeuge Ernst Stadler construyó los primeros tractores de maniobras eléctricos, diésel y de baterías. En el año 1951 el negocio quebró. Tras trabajar para varios de sus clientes, recuperó el negocio de nuevo y en 1962 abrió un taller en la localidad de Bussnang, en el cantón suizo de Thurgau. Un tiempo después, trasladó el domicilio social de Zürich a Bussnang, y en 1976 la empresa pasó a denominarse Stadler Faherzeuge AG. En 1981 murió el fundador Ernst Stadler, sucediéndole en la propiedad de la empresa su viuda, Irma Stadler. En 1984 se construyeron los primeros coches de viajeros para ferrocarriles suizos. En 1989, Irma Stadler vendió la empresa a Peter Spuhler.
Este emprendedor es el personaje clave en el desarrollo de la empresa. Nacido en Sevilla (España, aunque tiene la nacionalidad suiza) en 1959, es licenciado en administración y dirección de empresas. Se casó en primeras nupcias con la nieta de los Stadler, y entró a trabajar en la empresa en 1987. Además de sus actividades empresariales, entre los años 1999 y 2012 fue representante electo por el cantón de Thurgau del partido conservador SVP en el Consejo Nacional de Suiza.

### Crecimiento y expansión
En el momento en que Peter Suphler pasó a controlar la empresa, la plantilla era de una veintena de trabajadores.
Ese pequeño equipo técnico imaginó un vehículo de nueva concepción que es el que lanzó Stadler a su gran crecimiento. A mediados de los años noventa, diversos fabricantes ferroviarios diseñaron y construyeron lo que podría denominarse la segunda generación de automotores ligeros, que debían permitir mantener en explotación líneas secundarias y rurales gracias a unos costes de explotación lo más ajustados posible. Stadler también desarrolló un vehículo de este tipo, pero con un concepto novedoso, surgido de la idea de uno de sus ingenieros: se trataba de un pequeño tren automotor, en el que los equipos técnicos estuvieran separados de los departamentos de viajeros. Más o menos, una composición con una pequeña locomotora y dos coches de viajeros, pero situando la locomotora en el centro. De este modo, además de cuestiones de confort, se podía poner todo el peso adherente en el vehículo motriz, y construir dos coches extremadamente ligeros. Fue así como nació el GTW, de sus siglas en alemán Gelenktriebwagen (tren automotor articulado), cuyo primer vehículo se presentó en 1995.
El éxito de ventas del GTW supuso el primer paso expansivo de Stadler, al adquirir las antiguas factorías de Schindler Waggon y de Flug- und Fahrzeugwerke Altenrhein (FFA), ambas en Altenrhein, en 1997. En ese momento la empresa cambió su estructura, pasando a constituirse en holding (Stadler Rail AG), del cual forman parte las empresas de cada fábrica.
En 1998 adquirió el negocio de trenes de cremallera de la antigua Schweizerische Lokomotiv- und Maschinenfabrik (SLM) a Sulzer AG, siendo desde entonces el único fabricante europeo especializado en vehículos para estos ferrocarriles de montaña.
El año 2000 comenzó la internacionalización de la producción, formando una empresa conjunta con ADtranz, con sede en la factoría berlinesa de Pankow. Al año siguiente, Stadler adquirió todas las participaciones de esta sociedad, constituyendo la empresa Stadler Pankow GmbH. En esa operación también adquirió las licencias de los automotores Regioshuttle (desarrollados por ADtranz en 1996) y de los tranvías Variobahn (un diseño original de ABB/Henschel del año 1993), entrando así en el segmento de mercado de los tranvías urbanos.
La factoría principal de Bussnang se amplió en 2001 y 2004, entre otros motivos para dar cabida a la producción de un nuevo modelo de unidades de tren, también de gran éxito: el FLIRT, UT articulada de piso bajo con bogies motores en los extremos, cuya producción comenzó ese año 2004. Ese mismo año, Stadler Rail adquirió la fundición Swiss Metal Castin AG de Biel/Bienne, y Winpro S.A. en 2005 y siguió su expansión internacional, con la apertura de centros de producción o mantenimiento en Hungría (2005) y Polonia (2006).
En 2007 comenzó la producció del primer tranvía de diseño propio, el Tango, que combina elementos de series anteriores, como son el Variobahn y el GTW. En 2008 comenzó la producción de la primera unidad de tren eléctrica de dos pisos, el KISS. La internacionalización siguió con nuevas plantas en Argelia (2008), República Checa (2009), EE. UU. (2011) y Bielorrusia (2012).
El año 2015 adquirió a Vossloh la factoría de Albuixech (Valencia), de larga tradición en construcción ferroviaria desde su fundación como MACOSA.
En 2018 la empresa tenía más de 8.500 empleados, facturó más de 2.000 millones de francos suizos (más de 1.800 millones de euros), y tuvo unos beneficios de más de 150 millones de francos suizos (unos 138 millones de euros).
En 2019 la empresa hizo un cambio radical de cara al futuro, dado que de ser una empresa propiedad de una persona, pasó a ser una sociedad cotizada: el 12 de abril de 2019 comenzó a cotizar en la bolsa suiza SIX Swiss Exchange. El hasta entonces propietario único de la empresa, Peter Spuhler, sacó a cotización el 60% de las acciones, quedándose él con el restante 40%.

## Factorías
Stadler Rail AG tiene fábricas y centros de mantenimiento por todo el mundo, aunque la mayoría se ubican en Europa. El grupo está formado por el holding Stadler Rail AG, del que dependen las diferentes empresas que lo forman, cada una de ellas con estructura propia.
| Empresa                                      | País            | Ubicación                              | Actividad | Fabricación de trenes | Superficie | Empleados  |
| -------------------------------------------- | --------------- | -------------------------------------- | --- | --------------------- | ---------- | ---------- |
| Stadler Bussnang AG                          | Suiza           | Bussnang                               | Sede principal de Stadler. Centro de competencia de las familias de vehículos EC250, FLIRT, GTW y del área de vehículos hechos a medida, incluyendo los trenes de cremallera.          | Sí                    | 51.000 m²  | Unos 1.700 |
| Stadler Service AG                           | Suiza           | Bussnang                               | Servicio de piezas de repuesto; mantenimiento, revisión y reparacions de vehículos; y soporte técnico.                                                                                 | No                    |            | Unos 70    |
| Stadler Rheintal AG                          | Suiza           | Altenrhein                             | Fabricación de trenes KISS, tranvías, vehículos ferroviarios de vía métrica y coches de pasajeros para el mercado suizo e internacional. Departamento de ingeniería con 250 empleados. | Sí                    | 49.000 m²  | Unos 950   |
| IBS-Zentrum Erlen                            | Suiza           | Erlen                                  | Puesta a punto de los trenes fabricados en Bussnang y Altenrhein. | No                    |            |            |
| Stadler Stahlguss AG                         | Suiza           | Biel/Bienne                            | Fabricación de piezas de fundición de acero moldeado para Stadler y otras empresas. | No                    |            |            |
| Stadler Winterthur AG                        | Suiza           | Winterthur                             | Centro de competencia de bogies. | Sí                    | 13.000 m²  | Unos 260   |
| Stadler Algérie EURL                         | Argelia         | Argel                                  | Centro de mantenimiento. | No                    |            | Unos 100   |
| Stadler Deutschland GmbH                     | Alemania        | Berlin-Pankow                          | Desarrollo y fabricación de trenes para Alemania, y centro de competencia de tranvías, trenes urbanos y metros.                                                                        | Sí                    |            | Unos 1.100 |
| Stadler Deutschland GmbH                     | Alemania        | Velten                                 | Emplazamiento complementario de Pankow. | No                    |            |            |
| Stadler Deutschland GmbH                     | Alemania        | Berlín-Reinickendorf                   | Emplazamiento complementario de Pankow. | No                    |            |            |
| Stadler Chemnitz GmbH                        | Alemania        | Chemnitz                               | Departamento de ingeniería. | No                    |            | Unos 100   |
| Stadler Mannheim GmbH                        | Alemania        | Mannheim                               | Ingeniería de digitalización. Es la antigua empresa VIPCO GmbH, adquirida por Stadler en junio de 2020.                                                                                | No                    |            | Unos 50    |
| Stadler Service Italy GmbH                   | Italia          | Merano, Venezia y Cerdeña              | Pequeños centros de mantenimiento. | No                    |            |            |
| Stadler Service Nederland B.V.               | Países Bajos    | Twello, Leeuwarden, Venlo y Nieuwegein | Pequeños centros de mantenimiento. | No                    |            | Unos 80    |
| Stadler Środa SP.Z.O.O.                      | Polonia         | Środa Wielkopolska                     | Fabricación y pintura de cajas de acero para tranvías. | Sí                    |            | Unos 250   |
| Stadler Polska SP.Z.O.O.                     | Polonia         | Varsovia                               | Sede central en Polonia. | No                    |            |            |
| Stadler Polska SP.Z.O.O.                     | Polonia         | Siedlce                                | Fabricación de trenes para el mercado polaco e internacional. | Sí                    | 27.000 m²  | Unos 800   |
| Stadler Service Polska SP.Z.O.O.             | Polonia         | Varsovia y Lódz                        | Centros de mantenimiento y servicios. | No                    |            | Unos 30    |
| Stadler Service Sweden AB                    | Suecia          | Hagalund                               | Centro de mantenimiento y servicios. | No                    |            | Unos 20    |
| Stadler Rail Valencia SAU                    | España          | Albuixech                              | Centro de competencia de locomotoras, tractores, metros y tranvías. | Sí                    | 200.000 m² | Unos 2600  |
| ERION Mantenimiento Ferroviario, S.A.        | España          | Madrid                                 | Participada al 51%. Diversos centros de mantenimiento en todo el país. | No                    |            | Unos 30    |
| Stadler Praha, s.r.o.                        | República Checa | Praga                                  | Oficina de ingeniería. | No                    |            | Unos 50    |
| Stadler Rail Service UK                      | Reino Unido     | Liverpool                              | Centro de mantenimiento y servicios. | No                    |            |            |
| Stadler Ungarn Kft.                          | Hungría         | Budapest                               | Sede central en Hungría. | No                    |            | Unos 50    |
| Stadler Szolnok Vasúti Járműgyartó Kft.      | Hungría         | Szolnok                                | Fabricación de trenes FLIRT y GTW. | Sí                    |            | Unos 330   |
| Stadler Magyarország Vasúti Karbantartó Kft. | Hungría         | Pusztaszabolcs                         | Centro de mantenimiento y de servicios. | No                    |            | Unos 70    |
| Stadler US Inc.                              | EE. UU.         | Salt Lake City                         | Planta de montaje de trenes para los EE. UU. | Sí                    | 2.750 m²   | Unos 100   |
| CJSC Stadler Minsk (permanentemente cerrada) | Bielorrusia     | Fanipol                                | Fabricación de trenes y tranvías para los países de la CEI. | Sí                    | 35.000 m²  | Unos 1.100 |

## Productos
Stadler Rail ha centrado su éxito en la fabricación de unos cuantos modelos de trenes, siguiendo la tónica general del sector por la cual se diseñan y construyen de modelos «de catálogo», necesaria en un contexto de alta competencia que requiere una reducción en los costes de producción. El cliente puede variar algunas características, como es la cantidad de coches de las UT o, por supuesto, los acabados. Pero no las dimensiones ni características técnicas principales de los vehículos. No obstante, la empresa mantiene activa la línea de negocio de sus orígenes, fabricando vehículos de series pequeñas, o muy pequeñas, a medida de las necesidades de los clientes (conocido en inglés como tailor made).
| Imagen | Denominación | Inicio fabricación | Descripción |
| ------ | --- | ------------------ | --- |
|        | GTW (Gelenktriebwagen / Tren automotor articulado)                                                                          | 1995               | Unidad de tren caracterizada por tener un módulo motriz central de dos ejes, con un remolque a cada lado (tipo GTW 2/6). Existe también la versión con tres remolques (GTW 2/8). Se fabrica con tracción eléctrica o diésel-eléctrica, para todos los anchos de vía, y también con cremallera. |
|        | FLIRT (Flinker Leichter Intercity- und Regional-Triebzug / Tren regional ligero, rápido e innovador)                        | 2004               | Unidad de tren eléctrica de entre dos y cuatro coches, con bogies motorizados solo en los extremos y piso bajo en la parte central del tren. También existen versiones de cinco y seis coches, con bogies motores adicionales en el centro de la UT. Posteriormente se han desarrollado versiones diésel y duales, con un módulo motriz central como el de los GTW, pero de mayor tamaño a apoyado sobre dos bogies articulados, anticipando el concepto de los trenes WINK. |
|        | KISS (Komfortabler Innovativer Spurtstarker S-Bahn-Zug / Tren suburbano potente, cómodo e innovador)                        | 2008               | Unidad de tren eléctrica de dos pisos, en composición variable de entre tres y seis coches. |
|        | WINK (Wandelbarer Innovativer Nahverkehrs-Kurzzug / Tren de cercanías innovador, convertible y corto)                       | 2017               | Unidad de tren que mezcla elementos del GTW (un módulo motriz central, pero apoyado sobre dos bogies articulados) y del FLIRT (un remolque largo en cada extremo). Puede ser diésel, eléctrico, dual o con otras alimentaciones. Destinado a líneas de débil tráfico. |
|        | SMILE (Schneller Mehrsystemfähiger Innovativer Leichter Expresszug / Tren expreso rápido, innovador, multisistema y ligero) | 2017               | Tren de alta velocidad para tráficos internacionales. |

| Imagen | Denominación | Inicio fabricación | Descripción |
| ------ | ------------ | ------------------ | --- |
|        | Variobahn    | 1993 (2001)        | Tranvía articulado de piso bajo fabricado sucesivamente por ABB, ADtranz, Bombardier, y desde 2001 por Stadler.                                                                                           |
|        | Tango        | 2007               | Primer desarrollo tranviario de Stadler. Tranvía de piso bajo parcial que combina módulos cortos y largos apoyados cada uno sobre un bogie.                                                               |
|        | Metelitsa    | 2014               | Tranvía articulado de piso bajo desarrollado por la planta de Stadler en Bielorrusia, para el mercado de los países del este.                                                                             |
|        | Citylink     | 2003 (2015)        | Tranvía-tren desarrollado por Vossloh. Es un producto de Stadler desde el año 2015, como resultado de la compra de las actividades ferroviarias de Vossloh, y se fabrica en Albuixech.                    |
|        | Tramlink     | 2007 (2015)        | Tranvía articulado de piso bajo desarrollado por Vossloh. Es un producto de Stadler desde el año 2015, como resultado de la compra de las actividades ferroviarias de Vossloh, y se fabrica en Albuixech. |

### Metros
Stadler no tiene un producto específico para los ferrocarriles metropolitanos. Pero desde el año 2015 está construyendo trenes de este tipo para las redes de Berlín, Minsk o Glasgow.

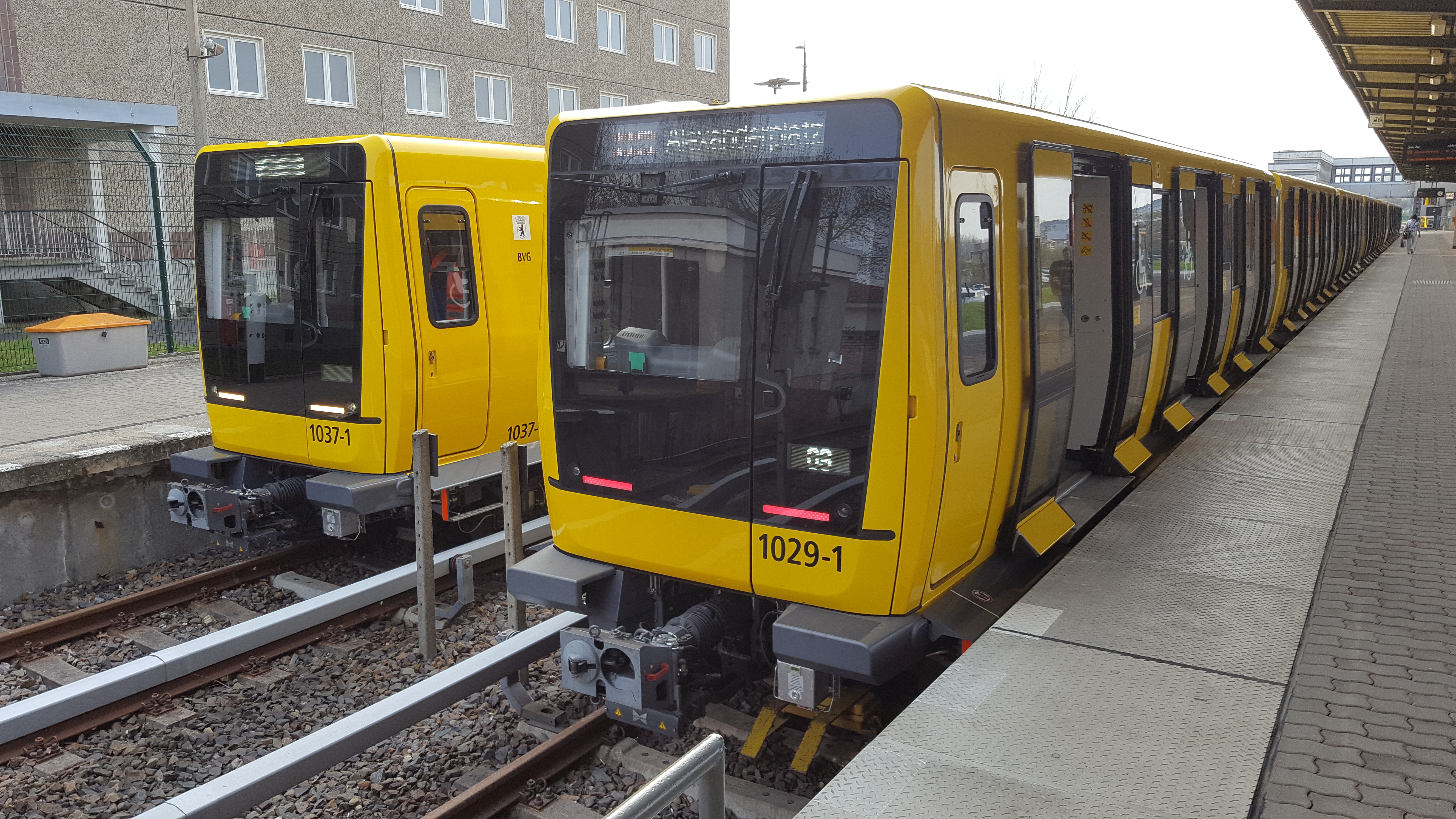
Serie IK17 de BVG, Berlín.
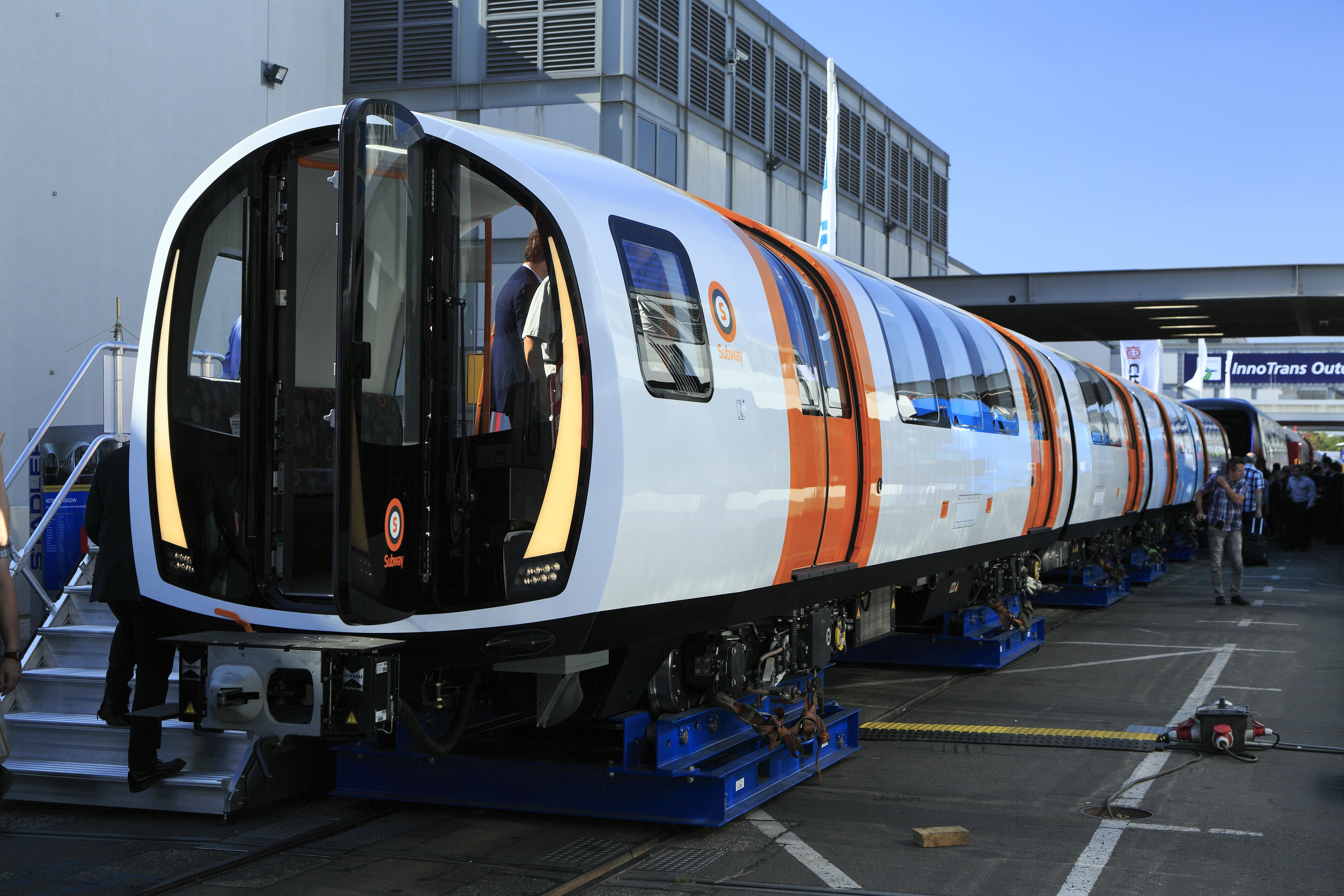
Nuevos metros para Glasgow.
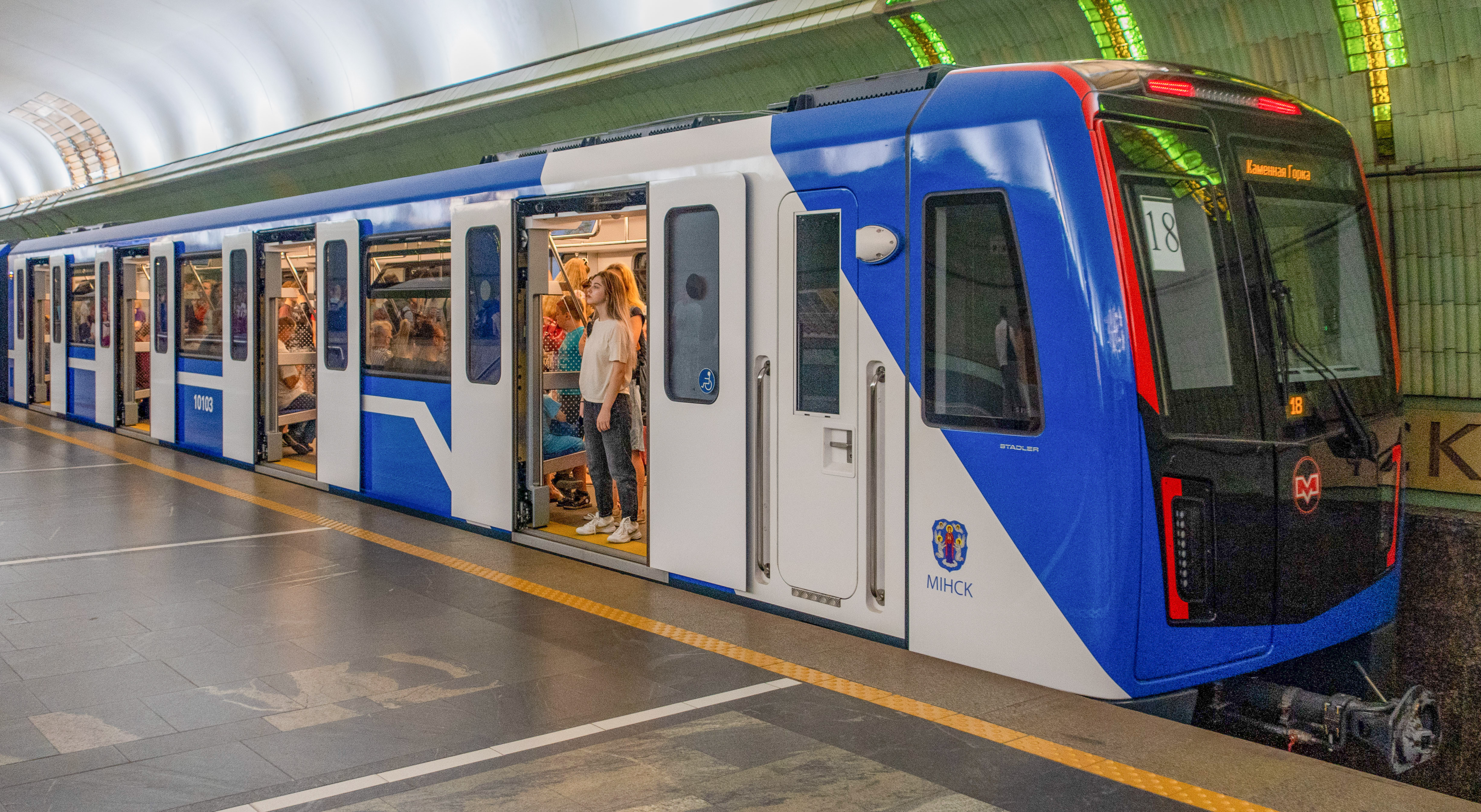
Metro de Minsk puesto en servicio en 2020.

### Locomotoras
Desde sus orígenes, Stadler construye diverso tipos de locomotoras ligeras y tractores de maniobras, algunos hechos a medida. Además, tras la adquisición del negocio de material rodante a Vossloh en 2015, Stadler construye diversos tipos de locomotoras en su planta de Albuixech, de la gama Euro. 

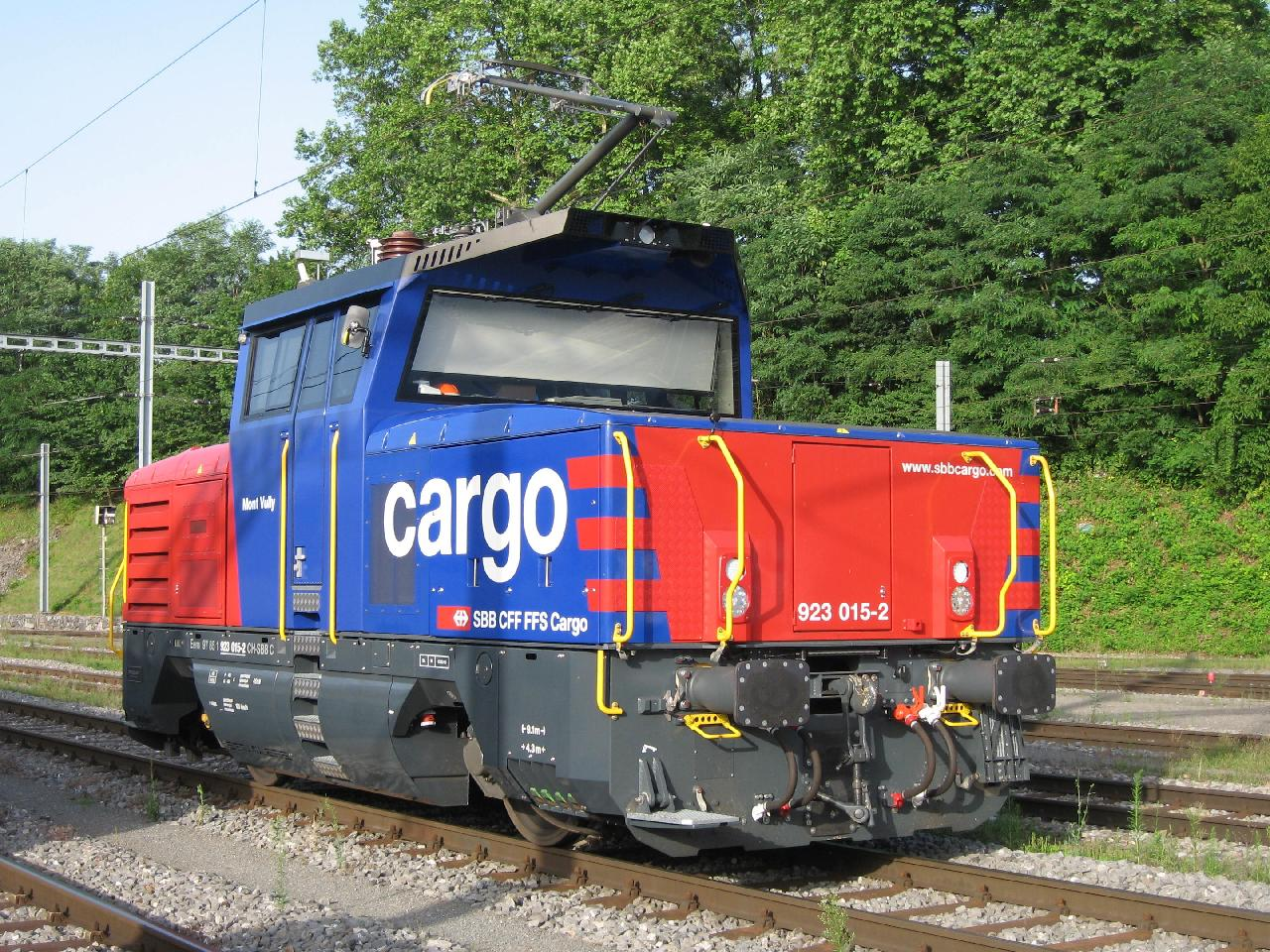
Tractor dual de maniobras Eem 923 de SBB.
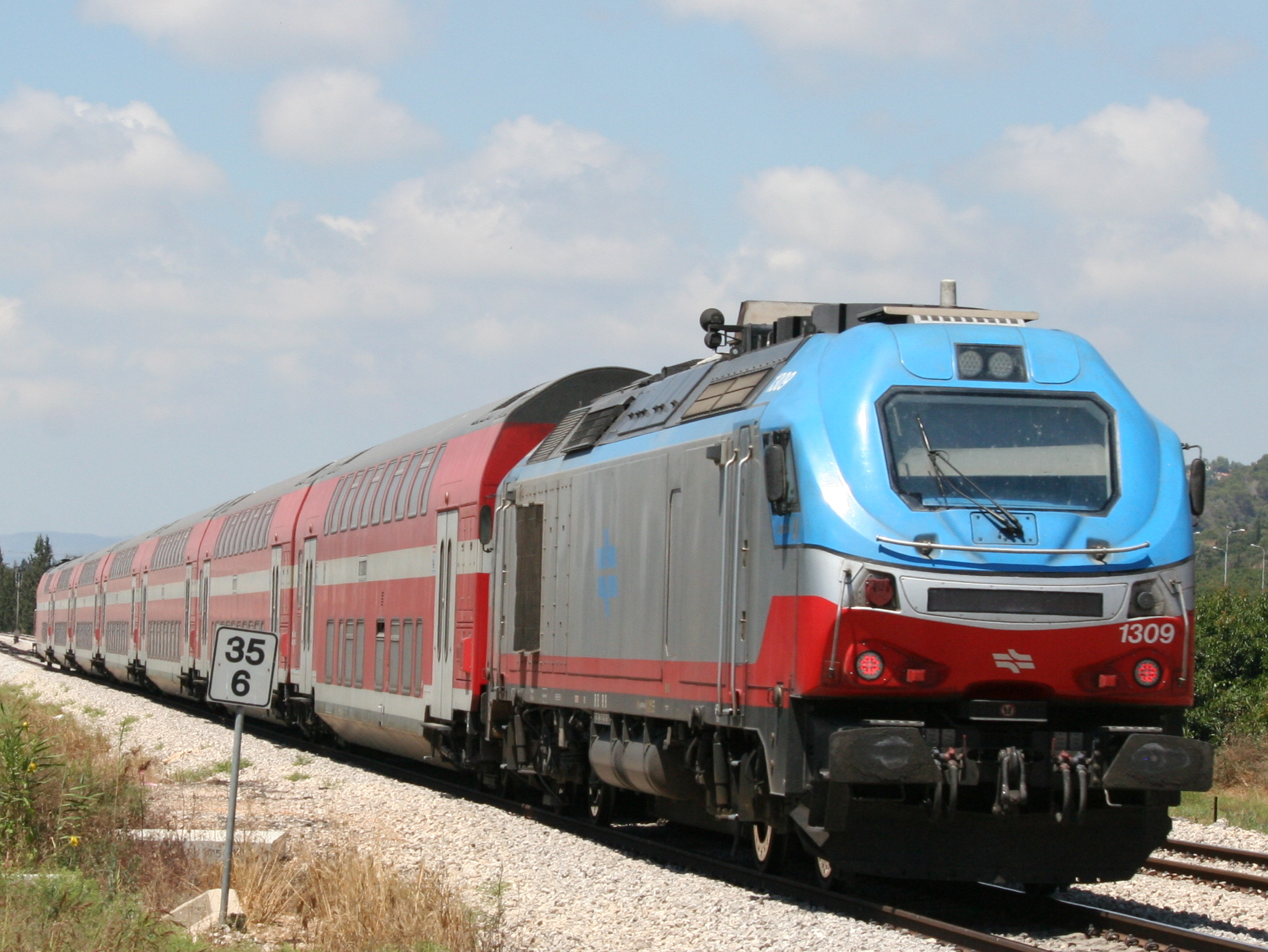
Euro3000 de los ferrocarriles de Israel.
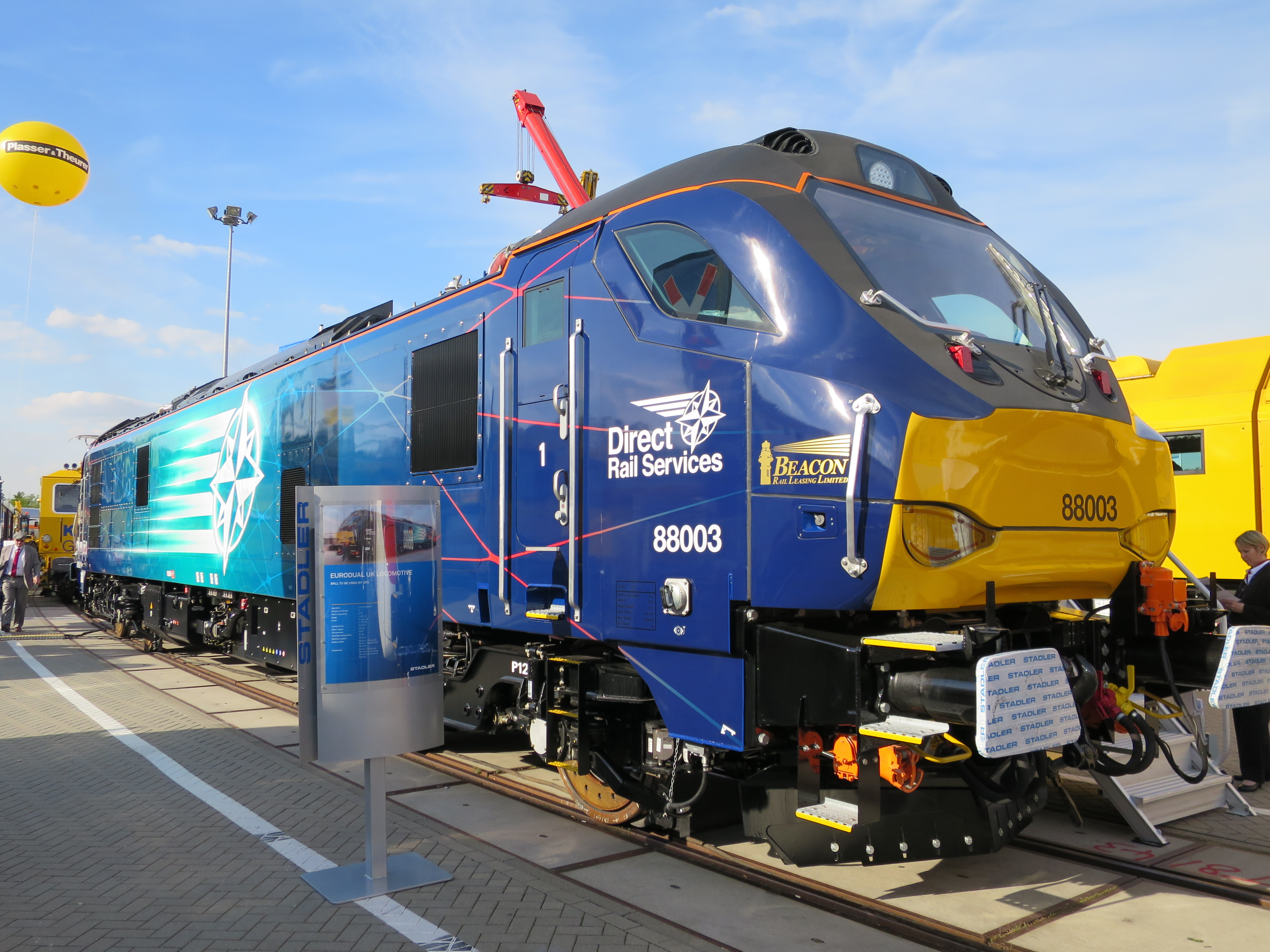
EuroDual clase 88 para Direct Rail Services.
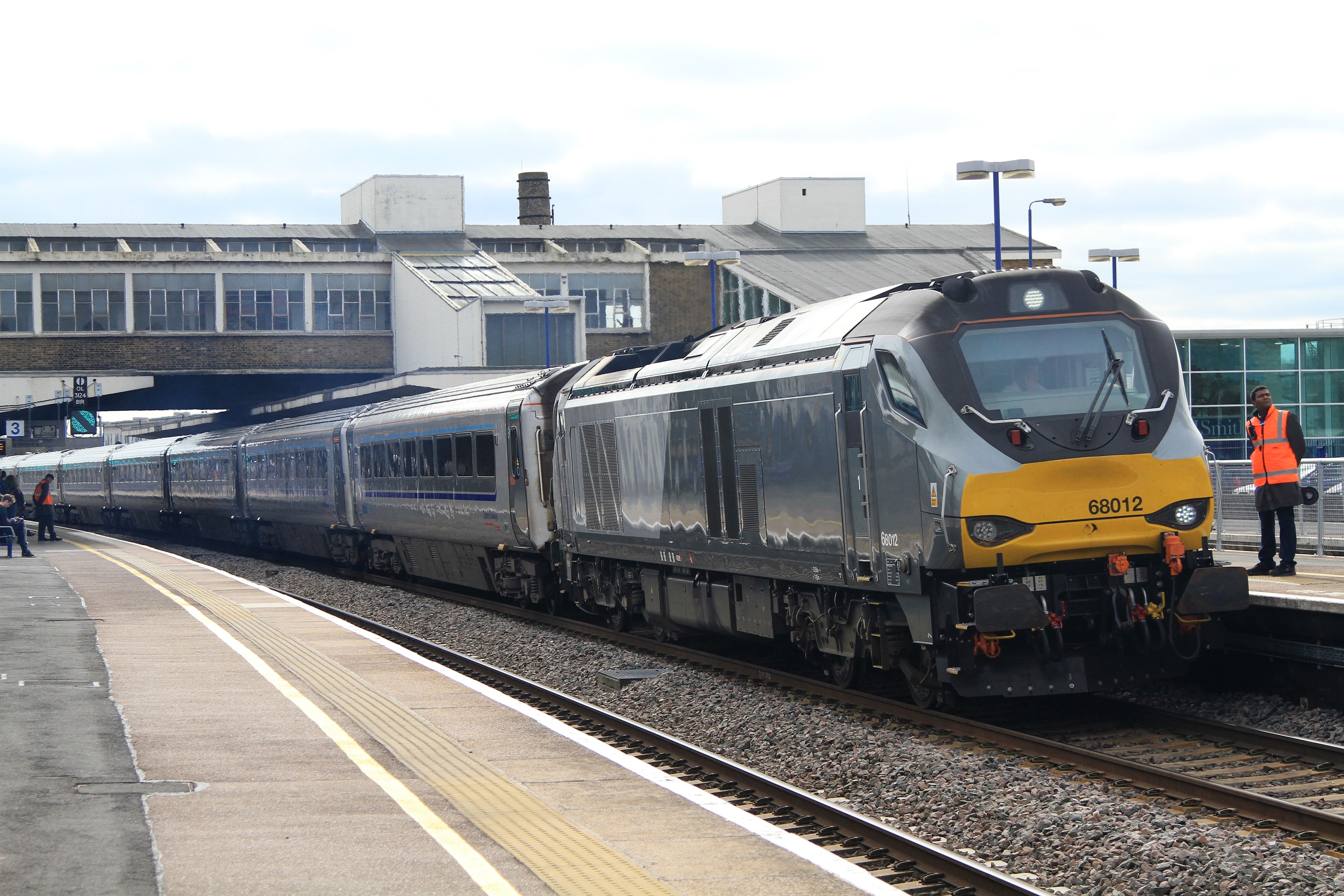
Eurolight clase 68 de Chiltern Railways.
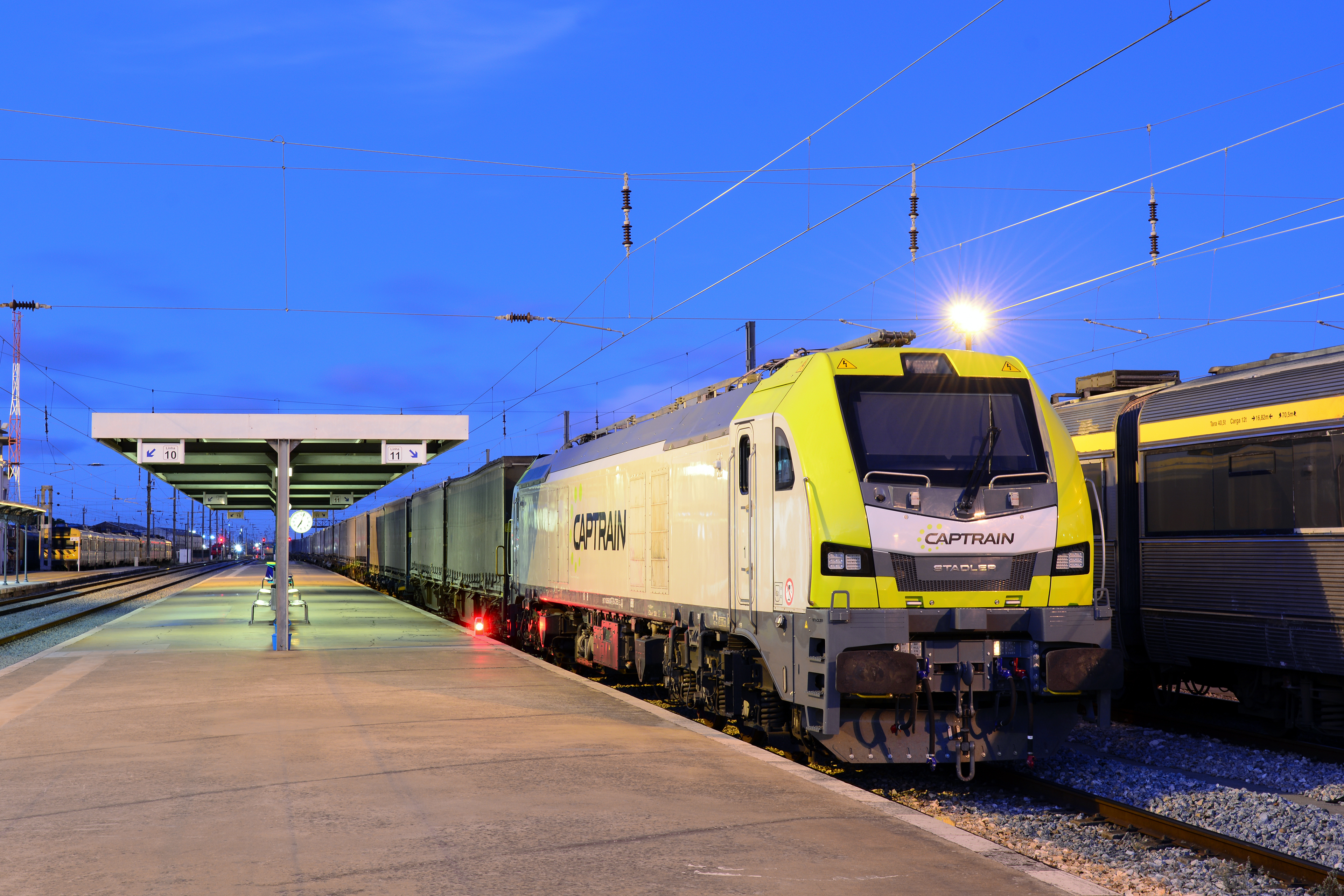
Euro 6000 de Captrain

### Ferrocarriles de vía estrecha
Stadler es el principal fabricante de unidades de tren de vía estrecha para los ferrocarriles suizos, así como de UT y locomotoras para ferrocarriles de cremallera. Aunque no tiene un modelo de catálogo como tal, diversas UT y locomotoras o bien han sido fabricadas bajo el mismo diseño técnico, o bien han sido adquiridas conjuntamente por varias empresas ferroviarias.

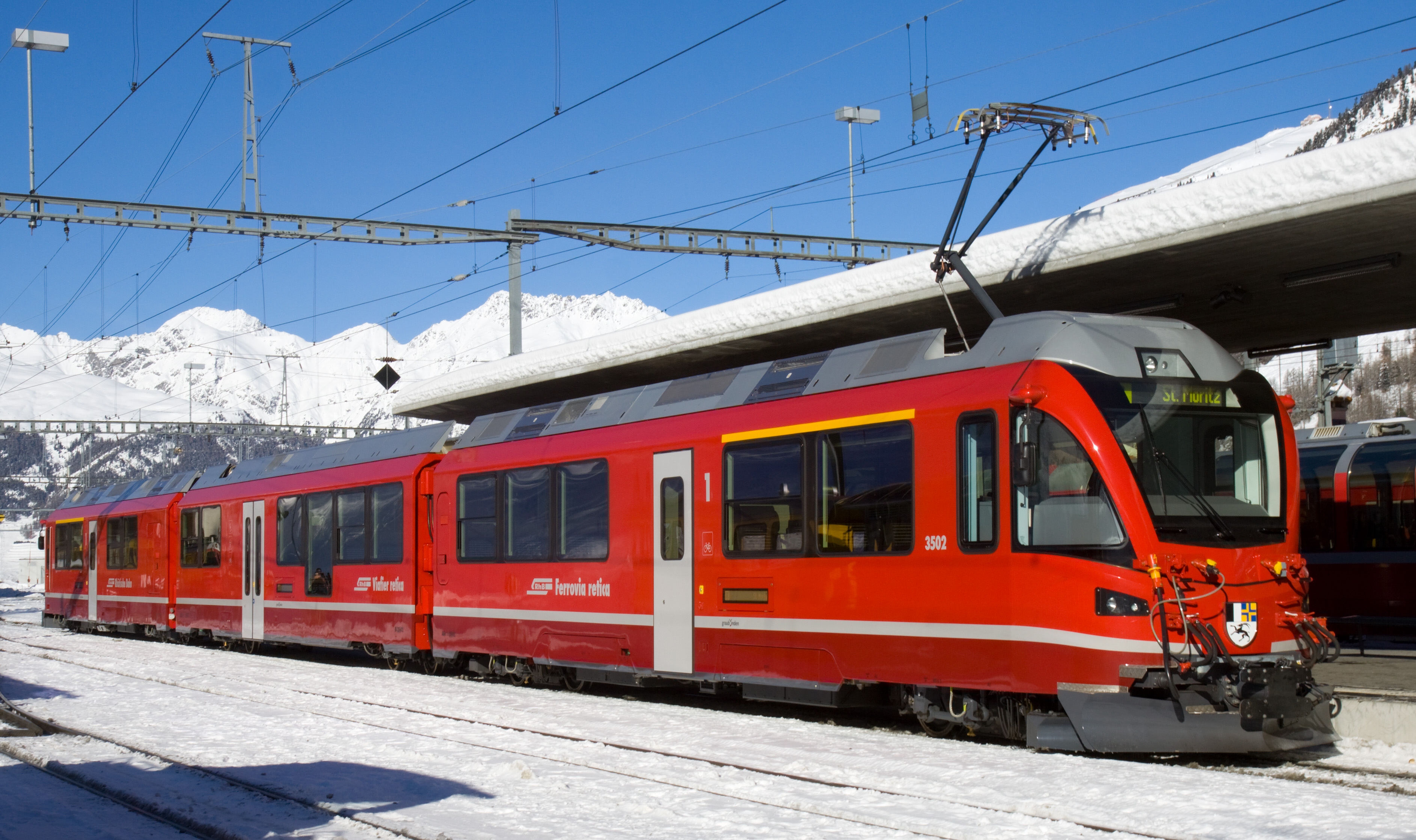
Potentes UT de tres coches ALLEGRA para los Rhätische Bahn, capaces de remolcar composiciones de hasta 16 coches de viajeros.
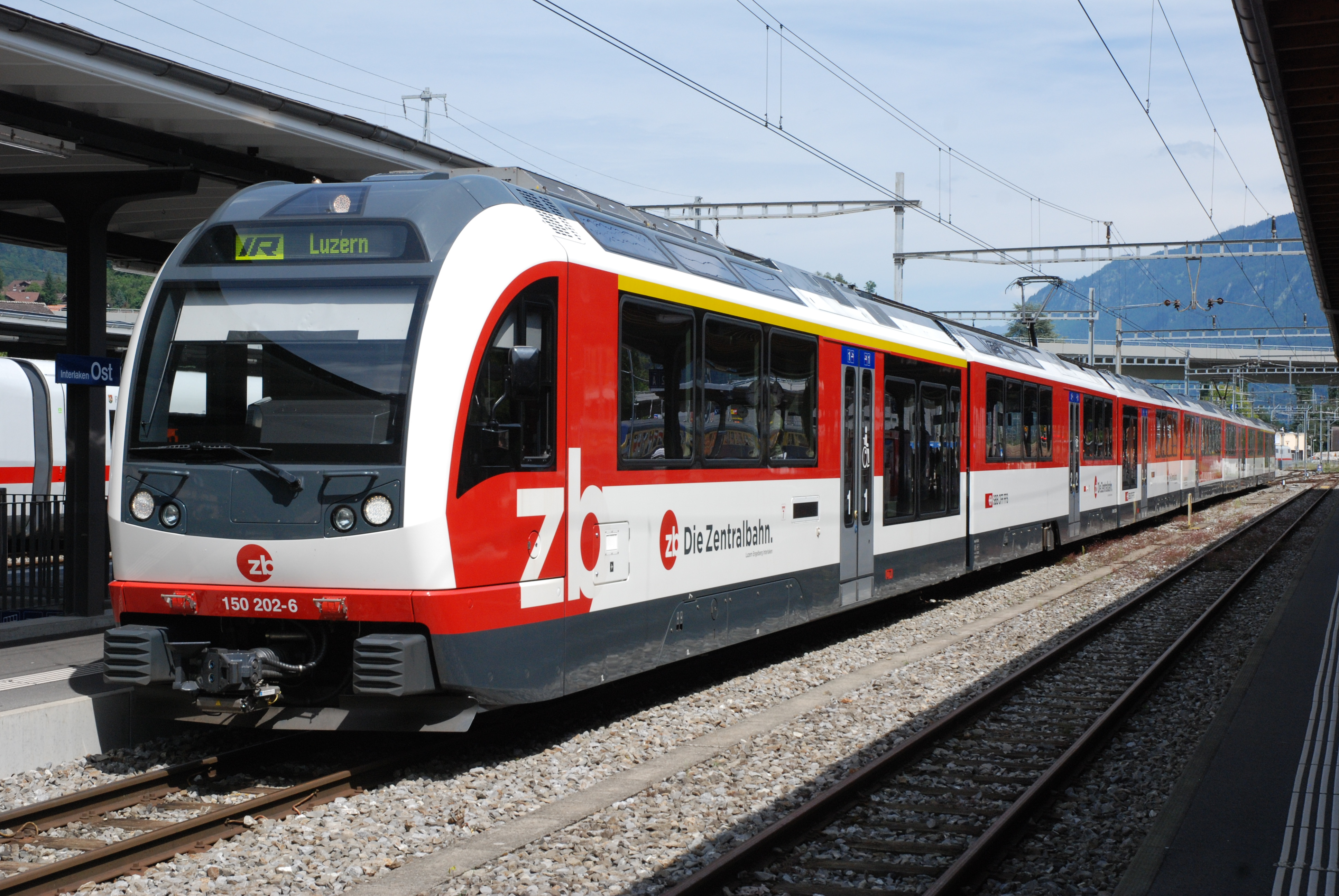
UT de siete coches y cremallera ADLER para trenes interregionales del Zentralbahn.
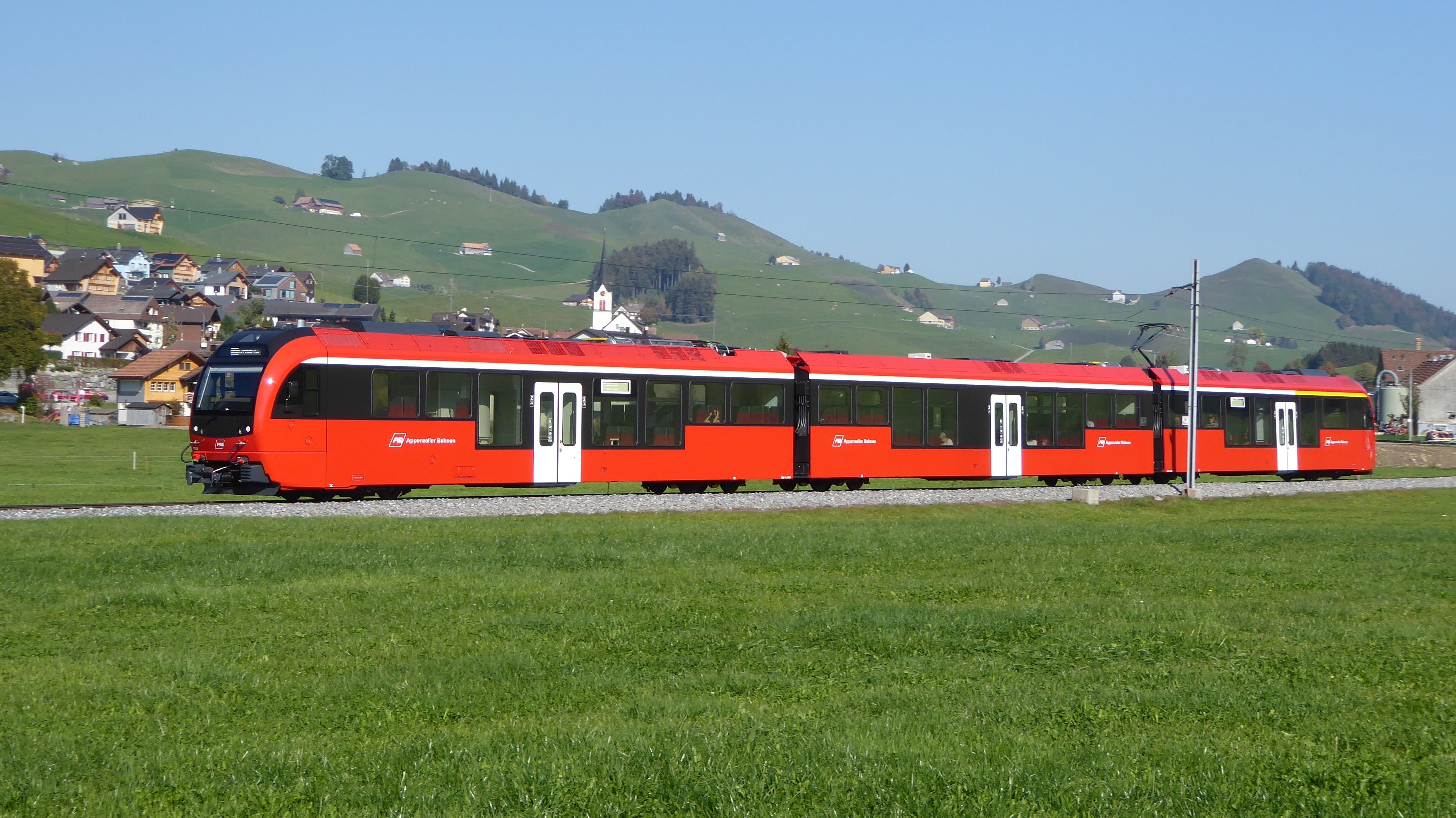
UT de tres coches WALZER para los Appenzeller Bahnen, de un modelo fabricado para varias empresas ferroviarias suizas.
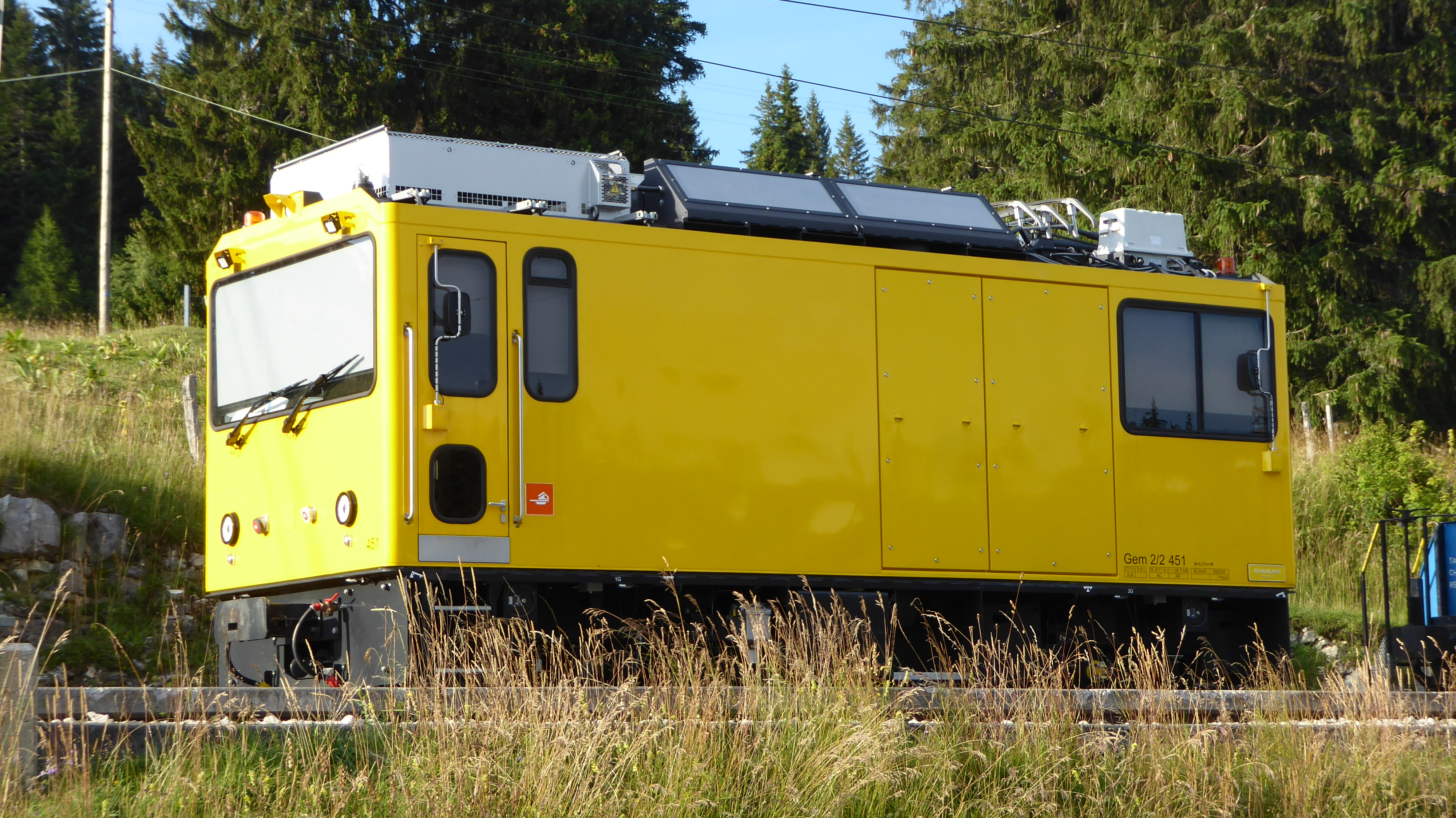
Locomotoras duales construidas para varios ferrocarriles, algunas con cremallera.

### Coches de viajeros
Desde hace años, Stadler también fabrica coches de viajeros, especialmente para los ferrocarriles de vía estrecha de Suiza, algunos de ellos de tipos especiales, y otros de tipos normalizados.

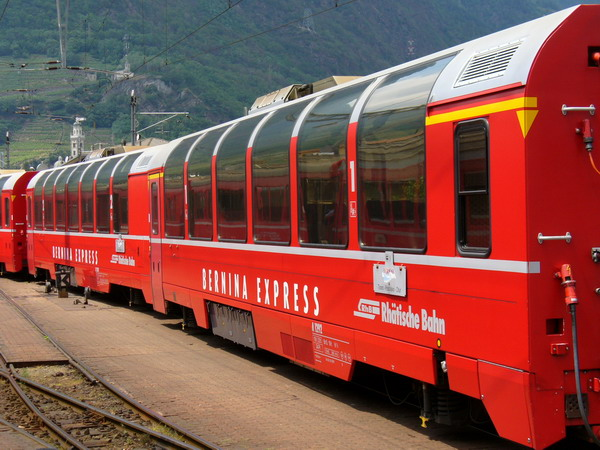
Coches panorámicos para el tren Bernina Express de los Rhätische Bahn.
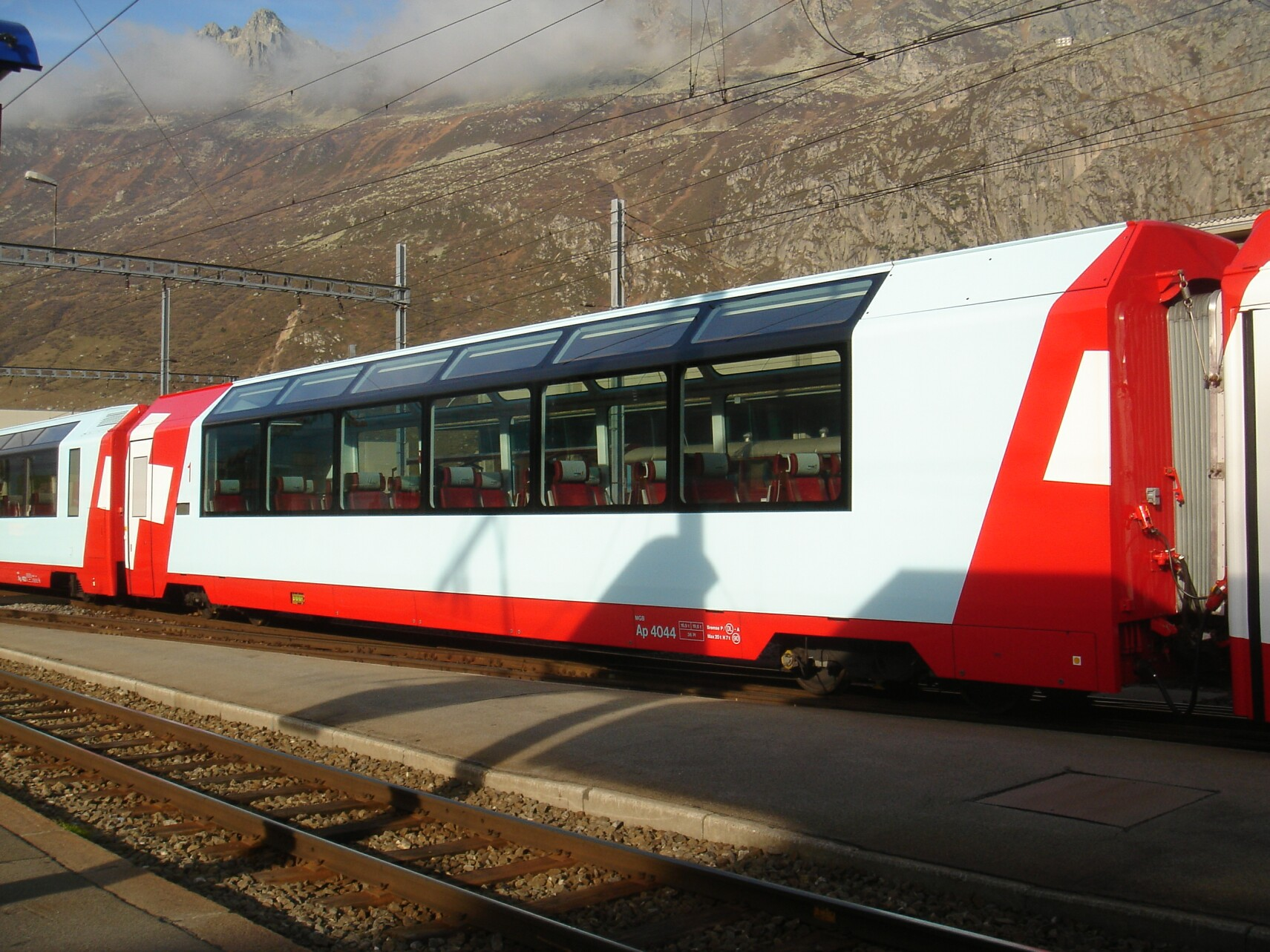
Coche panorámico del MGB para el famoso Glacier Express.
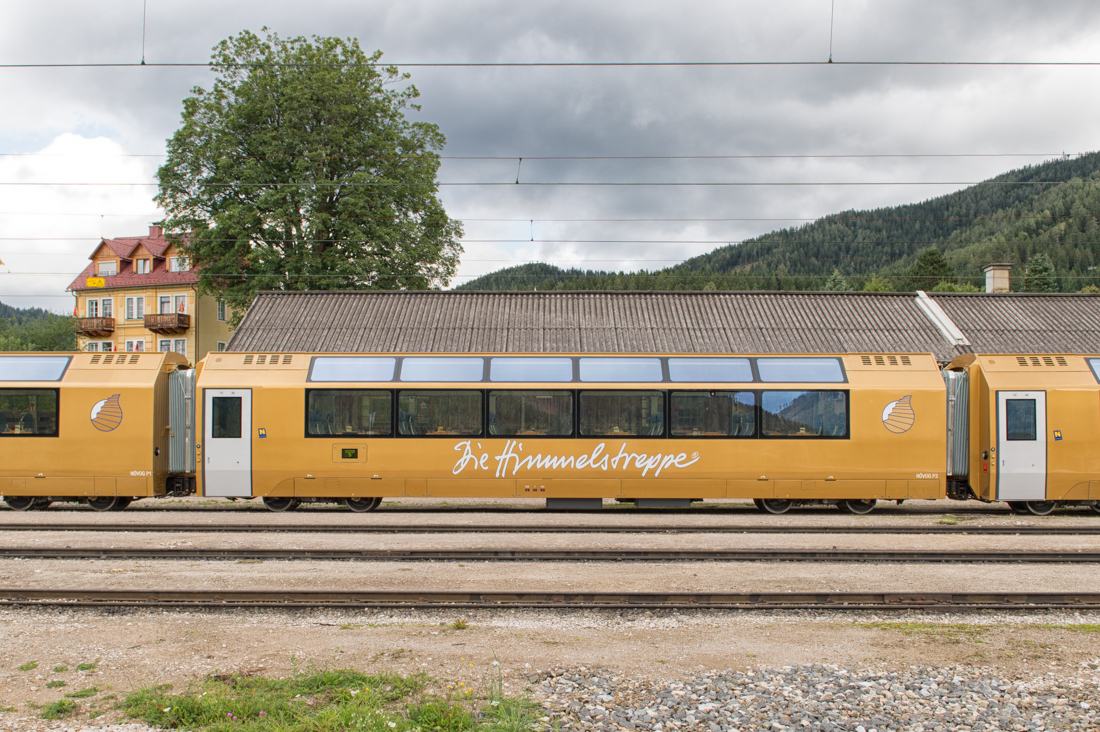
Coche panorámico para el ferrocarril austríaco Mariazellerbahn.
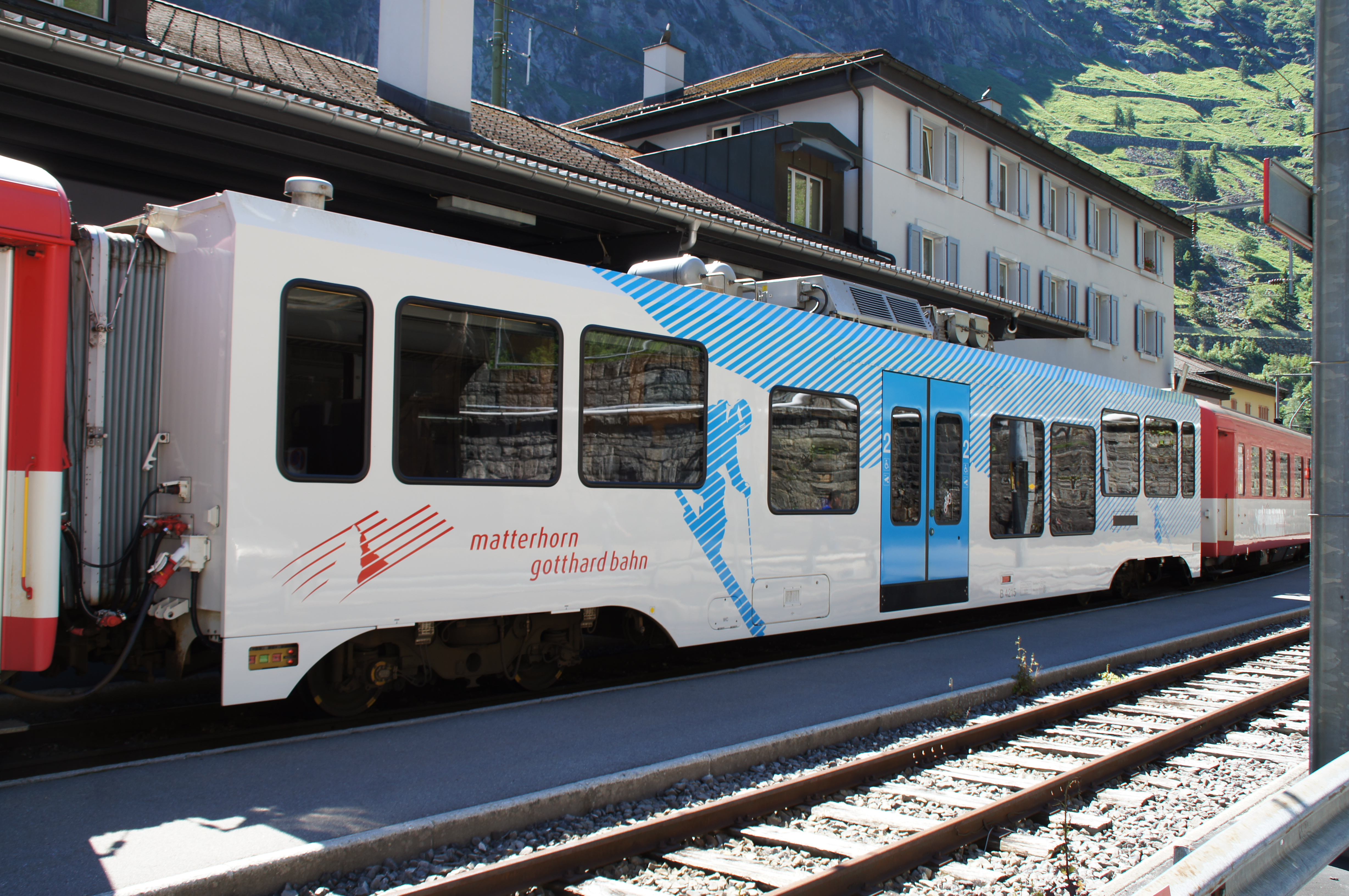
Coche de piso bajo, de un modelo unificado para varios ferrocarriles de vía estrecha suizos, y el Cremallera de Nuria de FGC.
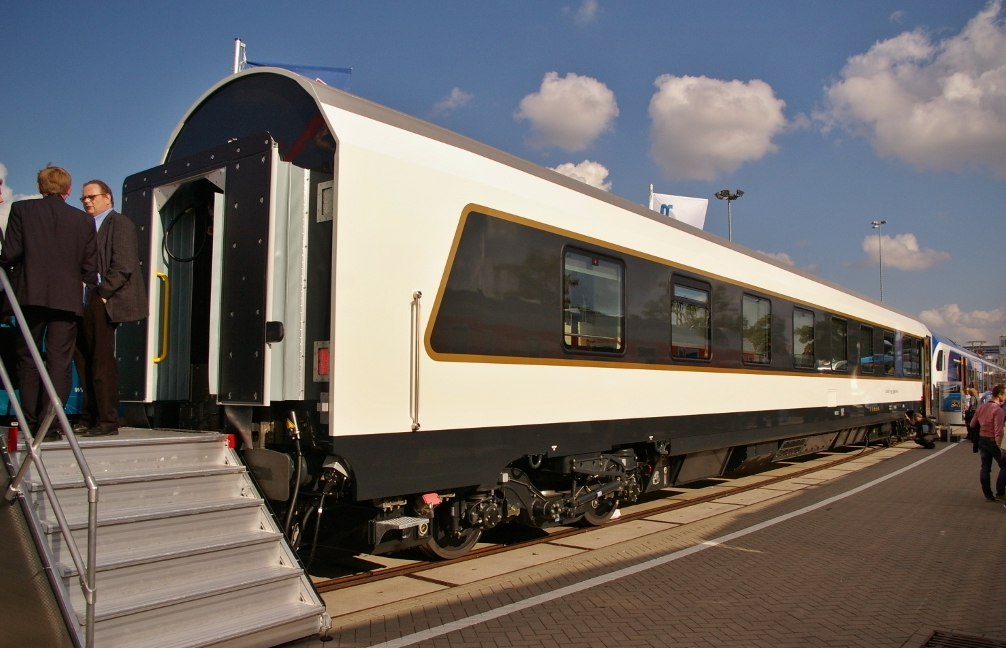
Coche camas con bogies de rodadura desplazable para los ferrocarriles de Azerbaiyán.

### Modelos que ya no se fabrican
| Imagen | Denominación       | Inicio fabricación | Final fabricación | Vehículos construidos | Descripción |
| ------ | ------------------ | ------------------ | ----------------- | --------------------- | --- |
|        | Regio-Shuttle RS 1 | 1996 (2001)        | 2013              | 497                   | Automotor diésel de un solo coche diseñado por ADtranz, y fabricado por Stadler desde 2001. Exclusivo para el mercado alemán |

## Material Stadler en España
Hasta hace poco tiempo, Stadler Rail solo había fabricado para España trenes para las líneas de cremallera de Ferrocarriles de la Generalidad de Cataluña, dado que prácticamente es la única empresa europea que construye este tipo de vehículos especializados. Desde la adquisición de la fábrica de Albuixech, Stadler Rail Valencia ha ganado otros concursos para la fabricación de diversos tipos de material rodante.
| Imagen | Serie              | Empresa         | Puesta en servicio | Vehículos construidos | Vehículos encargados | Descripción |
| ------ | ------------------ | --------------- | ------------------ | --------------------- | -------------------- | --- |
|        | D9                 | FGC             | 1994               | 1                     | -                    | Locomotora diésel para el cremallera de Nuria, actualmente en el cremallera de Montserrat.                                                             |
|        | L09                | FGC             | 1995               | 1                     | -                    | Máquina quitanieves no automotora para el cremallera de Nuria.                                                                                         |
|        | AM1-AM5, A10 y A11 | FGC             | 2002-2003          | 7                     | -                    | Unidades de tren tipo GTW 2/6 para las líneas de cremallera de Montserrat (AM1-AM5) y Nuria (A10 y A11).                                               |
|        | DM6                | FGC             | 2004               | 1                     | -                    | Locomotora diésel para el cremallera de Montserrat, actualmente en el cremallera de Nuria.                                                             |
|        | 331/01 a 331/03    | FGC             | 2016               | 2                     | 1                    | Unidades de tren diésel tipo GTW 2/6 para la línea Lérida-Puebla de Segur. Uno más pendiente de entrega.                                               |
|        | 5001-5006          | FGV             | 2019               | 6                     | -                    | Tranvías-trenes duales (electro-diésel) del modelo Citylink para prestar servicio en la línea 9 del TRAM Metropolitano de Alicante.                    |
|        | H12                | FGC             | 2019               | 1                     | -                    | Locomotora dual para el cremallera de Nuria. |
|        | AR5 y AR8          | FGC             | 2019               | 2                     | -                    | Remolques intermedios para los automotores serie A5-A8 del cremallera de Nuria.                                                                        |
|        | 115.01 a 115.15    | FGC             | 2021               | 15                    | -                    | Unidades de tren eléctricas de cuatro coches para la línea Barcelona-Vallés.                                                                           |
|        | 256.01             | FGC             | 2020               | 1                     | -                    | Locomotora dual con cremallera para trenes de trabajos del cremallera de Montserrat y de la línea Llobregat-Noya.                                      |
|        | 336                | Adif            | 2022               | -                     | 22                   | Locomotoras duales para trenes de trabajos, rescate y exploración de líneas, probablemente para los dos anchos de vía.                                 |
|        | 257                | FGC             | 2022               | -                     | 5                    | Locomotoras duales de vía métrica para trenes de mercancías de la línea Llobregat-Noya.                                                                |
|        | ?                  | Adif            | ?                  | -                     | 3                    | Trenes auscultadores de vía y catenaria, bi-modales. Dos para ancho de vía de 1668 mm y uno para 1435 mm.                                              |
|        | 256                | CAPTRAIN España | 2022               | -                     | 11                   | Locomotoras del tipo Euro 6000, seis para ancho de vía de 1668 mm y cinco para 1435 mm. Serán propiedad de Alpha Trains, que las alquilará a Captrain. |
|        | 453                | Renfe           | 2025               | -                     | 24                   | Unidades de tren de cuatro coches para el servicio de Cercanías.                                                                                       |
|        | 453                | Renfe           | 2025               | -                     | 55                   | Unidades de tren de ocho coches para el servicio de Cercanías.                                                                                         |
|        | 256                | Renfe           | 2022               | -                     | 12                   | Locomotoras para remolcar trenes de mercancías en la variante de Pajares.                                                                              |
|        | ?                  | FGC             | ?                  | -                     | 4                    | Unidades de tren eléctricas de ancho ibérico para el servicio regional entre Lérida, Cervera y Manresa.                                                |